# 阿尔纳
阿尔纳（法語：Arnad，发音：[aʁna]）是意大利瓦莱达奥斯塔的一个市镇。总面积28平方公里，人口1320人，人口密度47.1人/平方公里（2009年）。ISTAT代码为007004。